# Torment
Torment är det amerikanska death metal-bandet Six Feet Unders sextonde fullängdsalbum, som gavs ut i februari 2017 av Metal Blade Records.
Alla texter är skrivna av Chris Barnes och musiken är komponerad av Jeff Hughell.

## Låtförteckning
1. "Sacrificial Kill" – 3:55
2. "Exploratory Homicide" – 2:45
3. "The Separation of Flesh from Bone" – 4:52
4. "Schizomaniac" – 3:54
5. "Skeleton" – 3:43
6. "Knife Through the Skull" – 3:40
7. "Slaughtered as They Slept" – 4:55
8. "In the Process of Decomposing" – 3:50
9. "Funeral Mask" – 3:28
10. "Obsidian" – 4:14
11. "Bloody Underwear" – 3:41
12. "Roots of Evil" – 4:02

Text: Chris Barnes

Musik: Jeff Hughell

## Medverkande
Musiker (Six Feet Under-medlemmar)
- Chris Barnes – sång
- Jeff Hughell– gitarr, basgitarr
- Marco Pitruzzella – trummor

Produktion
- Chris Barnes – producent
- Jeff Hughell – ljudtekniker (gitarr, basgitarr)
- Carson Lehman – ljudtekniker (sång, trummor)
- Zeuss (Christopher Harris) – ljudmix, mastering
- Brian Ames – omslagsdesign
- Septian Devenum – omslagskonst